# Green Valley (Maryland)
Green Valley és una concentració de població designada pel cens dels Estats Units a l'estat de Maryland. Segons el cens del 2000 tenia 12.262 habitants.

## Demografia
Segons el cens del 2000, Green Valley tenia 12.262 habitants, 3.882 habitatges, i 3.470 famílies. La densitat de població era de 229,8 habitants/km².
Dels 3.882 habitatges en un 49,1% hi vivien nens de menys de 18 anys, en un 81,7% hi vivien parelles casades, en un 4,6% dones solteres, i en un 10,6% no eren unitats familiars. En el 7,8% dels habitatges hi vivien persones soles el 2,8% de les quals corresponia a persones de 65 anys o més que vivien soles. El nombre mitjà de persones vivint en cada habitatge era de 3,16 i el nombre mitjà de persones que vivien en cada família era de 3,33.
Per edats la població es repartia de la següent manera: un 31,2% tenia menys de 18 anys, un 5,6% entre 18 i 24, un 30% entre 25 i 44, un 27,5% de 45 a 60 i un 5,7% 65 anys o més.
L'edat mediana era de 37 anys. Per cada 100 dones de 18 o més anys hi havia 100,6 homes.
La renda mediana per habitatge era de 81.732 $ i la renda mediana per família de 84.607 $. Els homes tenien una renda mediana de 53.482 $ mentre que les dones 37.726 $. La renda per capita de la població era de 29.408 $. Entorn de l'1,9% de les famílies i el 2,1% de la població estaven per davall del llindar de pobresa.

## Poblacions més properes
El següent diagrama mostra les poblacions més properes.